# Lodi Vecchio
Lodi Vecchio (lombardul: Lod Vèg) település Olaszországban, Lombardia régióban, Lodi megyében. Lakosainak száma 7553 fő (2023. január 1.). Lodi Vecchio Cornegliano Laudense, Pieve Fissiraga, San Zenone al Lambro, Tavazzano con Villavesco, Borgo San Giovanni, Lodi és Salerano sul Lambro községekkel határos.

## Népesség
A település lakossága az elmúlt években az alábbi módon változott:
| Lakosok száma | 7527 | 7570 | 7553 |
|               | 2017 | 2018 | 2023 |